# Angitia directa
Angitia directa là một loài bướm đêm trong họ Noctuidae.